# Shāh Kūh-e Pā'īn
Shāh Kūh-e Pā'īn (persiska: شادكوهِ پائين, شاهكوه پاين, شار كوهِ پائين, شاهكوهِ سُفلَى, Shādkūh-e Pā’īn, Shāh Kūh-e Pā’īn, شاه كوه پائين) är en ort i Iran.   Den ligger i provinsen Golestan, i den norra delen av landet, 280 km öster om huvudstaden Teheran. Shāh Kūh-e Pā'īn ligger 2 309 meter över havet och antalet invånare är 355.
Terrängen runt Shāh Kūh-e Pā'īn är kuperad norrut, men söderut är den bergig. Runt Shāh Kūh-e Pā'īn är det ganska tätbefolkat, med 207 invånare per kvadratkilometer. Det finns inga andra samhällen i närheten. Trakten runt Shāh Kūh-e Pā'īn består i huvudsak av gräsmarker.